# Пасивенко Володимир Іванович
Володи́мир Іва́нович Пасивенко (8 серпня 1939, с. Обичів Чернігівської області) — український художник.

## Життєпис
1967 року закінчив Московське вище художньо-промислове училище. Працює в галузі живопису та монументального мистецтва.
Член НСХУ з 1973 року; заслужений художник України — 1996; народний художник України — 2006; лауреат Національної премії України ім. Т. Шевченка 1998 року — за монументально-декоративне панно «Біль Землі» — для Національної бібліотеки України імені В. І. Вернадського, створене разом з Прядкою В. М.
Член-кореспондент Національної академії мистецтв України (2009).

## Доробок
Його твори — монументально-декоративні розписи:
- «Людина і природа» — 1978—1981,
- «Весна» — 1973, київський Будинок новонароджених,
- «Українське народне весілля», «Ніч на Івана Купала» — 1978—1979, готель «Україна» в Москві,
- «Людина і природа» — 1978—1981, бібліотека Політехнічного інституту,
- кольорове вирішення житлового масиву Троєщина-1 — 1983—1987, у співавторстві,
- «До знань», «До світла» на фасадах шкіл м/р «Вигурівщина-Троєщина». У співавторстві з: Прядка Володимир Михайлович, Владимирова Олена Іванівна[1]
- «Біль землі» — 1985—1989, триптих, Національна бібліотека України імені В. І. Вернадського, у співавторстві з Прядка Володимир Михайлович,
- комплекс розписів на мурах та в інтер'єрі Михайлівського Золотоверхого собору «Собор Архангела Михаїла і всіх небесних сил» — 1998—2000.
- розписи в «дияконнику» «Дияконник Михайлівського Золотоверхого собору» — 1999, разом з О. Володимировою та В. Прядкою.
- «Святий апостол Андрій Первозванний», «Свята великомучениця Варвара», «Святі Борис і Гліб», «Святий Володимир», «Свята княгиня Ольга», «Покрова», «Архангел Михаїл» — варваринський приділ Михайлівського Золотоверхого собору — 2000;

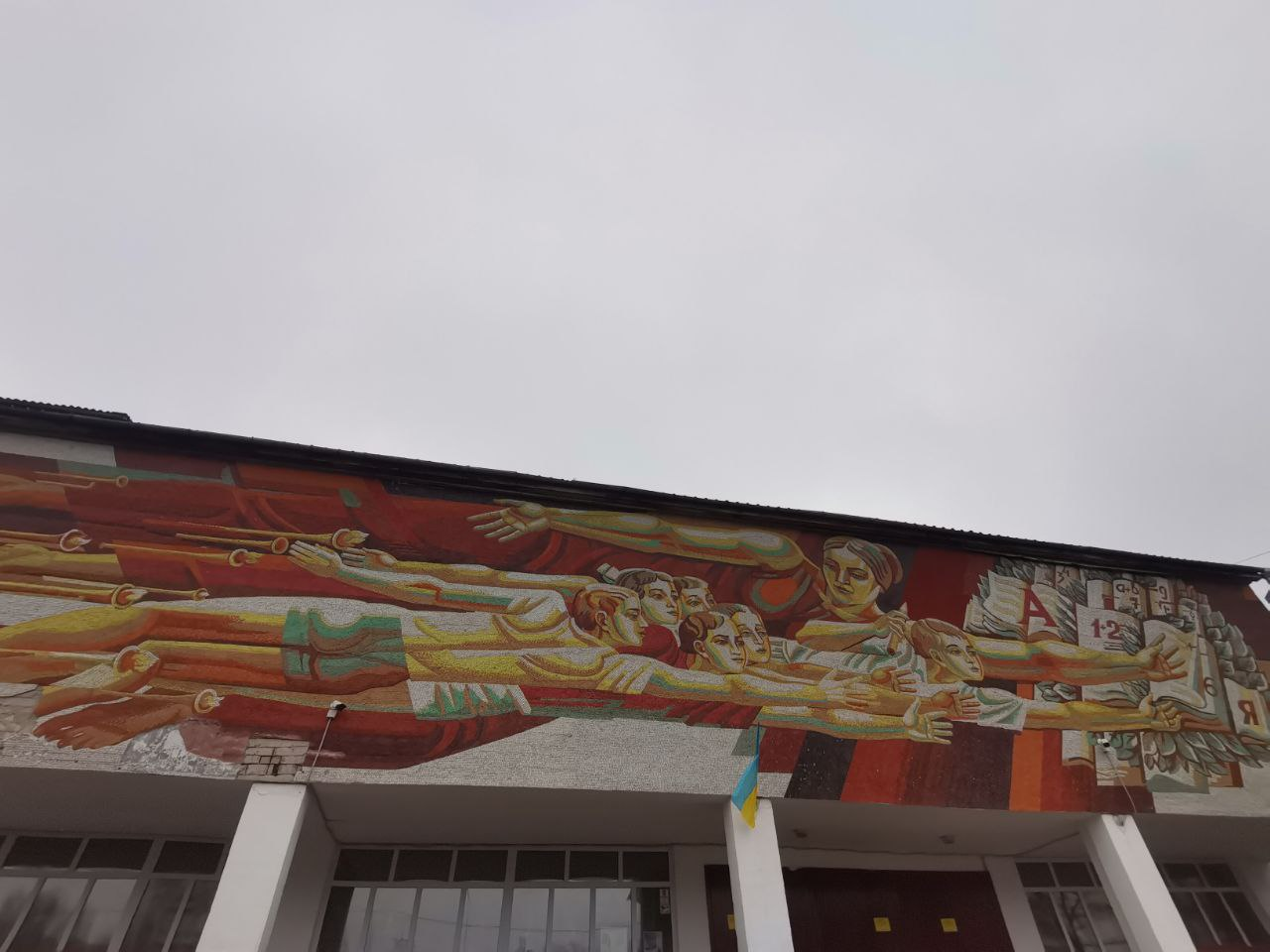
«До знань» (на фасаді школи Вигурівщина-Троєщина).
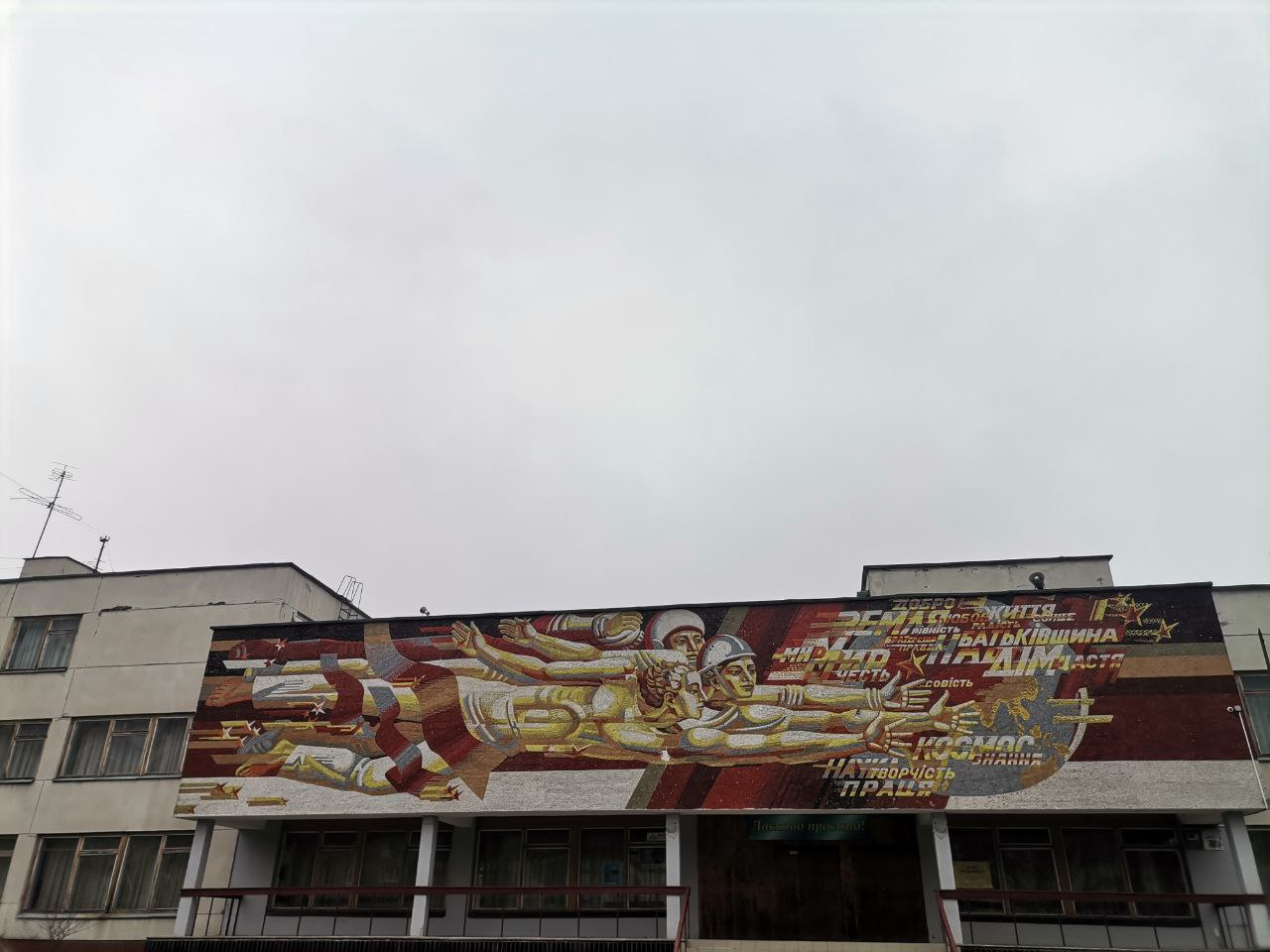
«До світла» (на фасаді школи Вигурівщина-Троєщина).
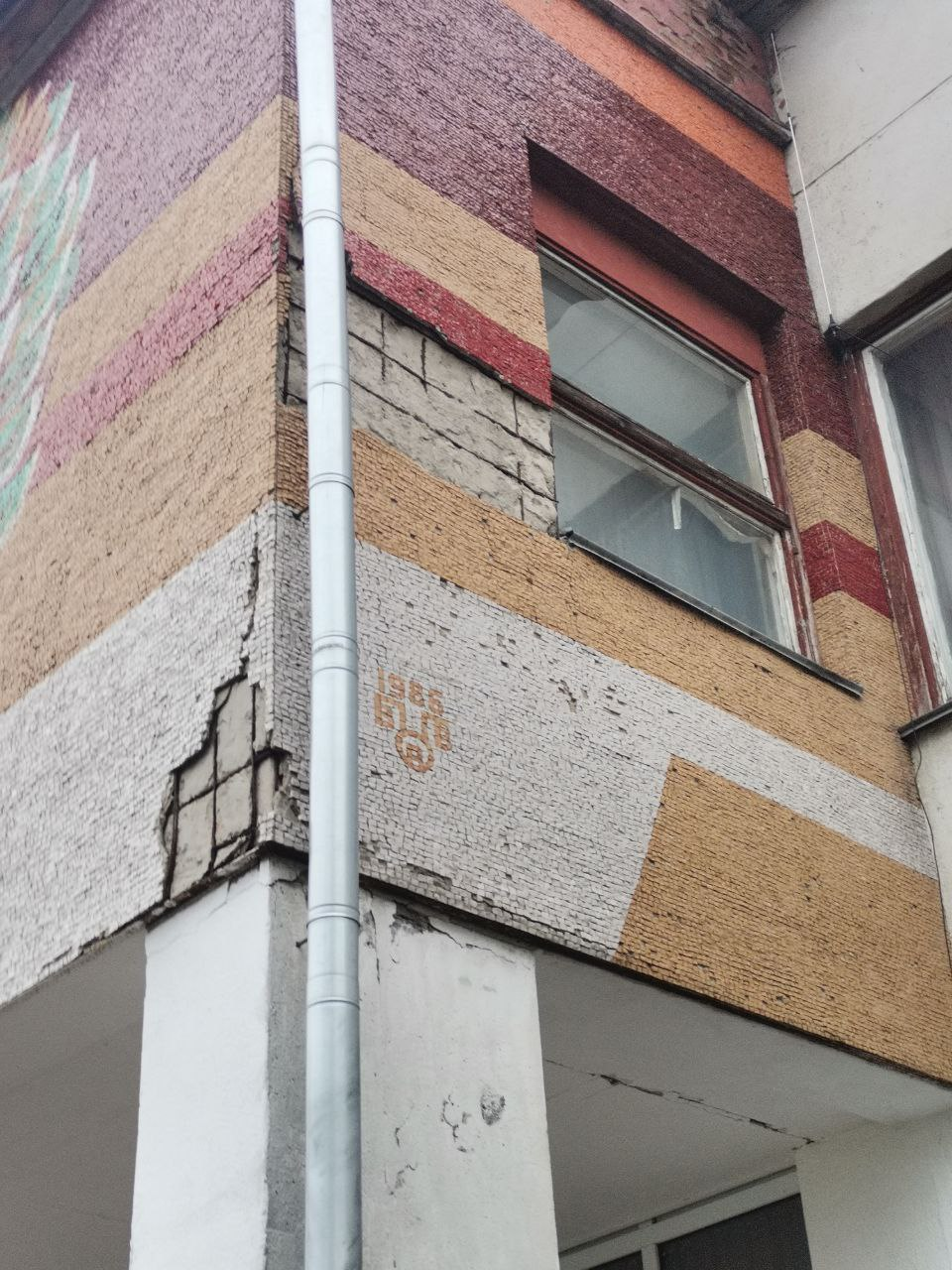
Автограф авторів, «До знань»
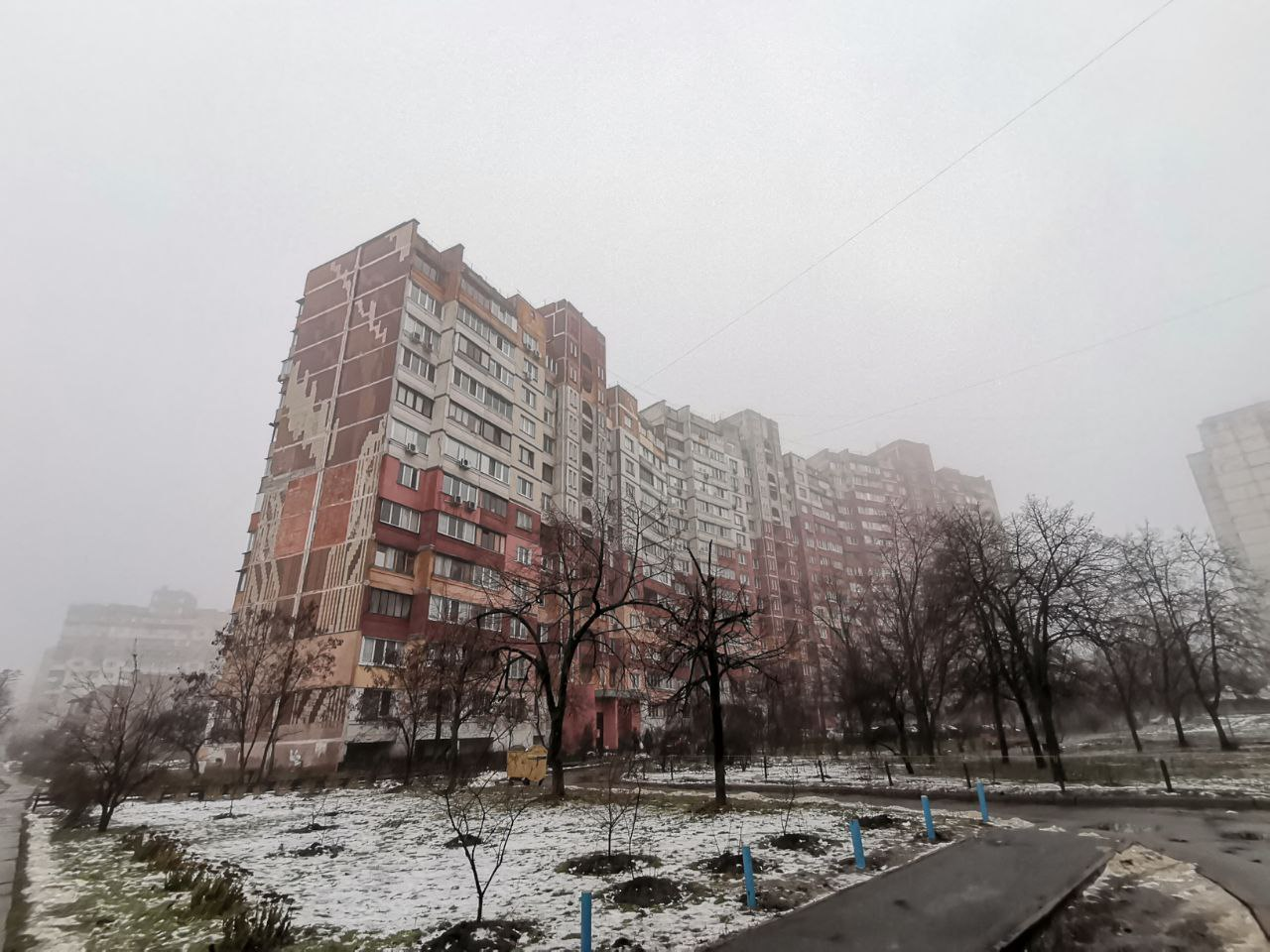
Кольорове вирішення будинку серії Т, Троєщина-1, вулиця Рональда Рейгана, 3

станкові роботи:
- «Сон» — 1964—1967,
- «Мої дороги» — 1968,
- «Прийшла весна до материної хати» — 1971—1972,
- «І вийшли ми, щоб знов побачити зорі…» — 1972,
- «Загублені цивілізації» — 1973,
- «Всі ми яблука радість приносимо…» — 1975,
- «Спогад про Херсонес» — 1974—1977,
- «Луг спогадів та надій» — 1975—1977,
- «Місячна ніч на Чернігівщині» — 1981—1983,
- «Час цвітіння калини» — 1982,
- «Золотий вечір на річці Удай», 1984,
- «Вічність» — 1984,
- «Люди, люди, люди…» — 1985—1986,
- «Пам'ятник прадідів великих», 1990,
- «Козацька могила», 1990,
- «Повноліття», 199),
- «Пробудження», 1991,
- «Повернення», 1991,
- «Яблука Симиренка», 1991,
- «Вічне світіння» — 1992, пам'яті художника В. Задорожного,
- «Двоє» — 1995—1996,
- «Прогулянка—І», 1999,
- «Прогулянка—II», 1999,
- «Червоне золото на р. Удай», 2000,
- «Прогулянка—IV», 2003,
- «І земне і небесне», 2004,
- «Єднання земного і небесного», 2005,
- «Змієборець», 2006.